# آه بیونگ-من
آه بیونگ-من (انگلیسی: Ahn Byong-man؛ زادهٔ ۸ فوریهٔ ۱۹۴۱ – ۳۱ مهٔ ۲۰۲۲) سیاست‌مدار اهل کره جنوبی بود.

## افتخارات
وی همچنین برندهٔ جوایزی همچون برنامه فولبرایت شده‌است.